# Paolo Soleri
Paolo Soleri (Torino, 21 giugno 1919 – Cosanti, 9 aprile 2013) è stato un architetto, scrittore, scultore, urbanista e artista italiano.

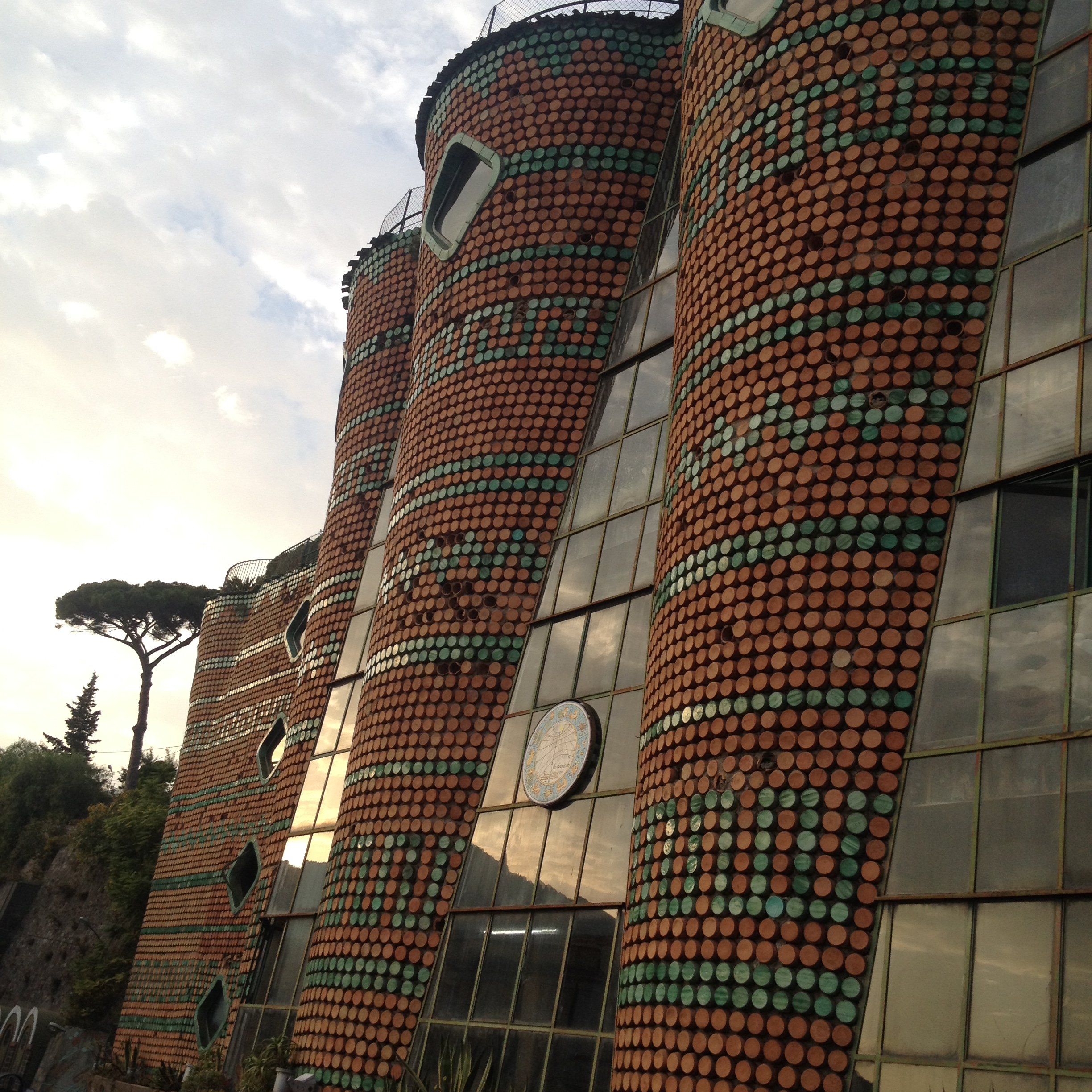
Palazzo Solimene a Vietri sul Mare. Attualmente ancora attivo come fabbrica di ceramica, funzione per cui è stato progettato.

Subito dopo la laurea in architettura, nel 1947 si trasferisce negli Stati Uniti dove conosce e frequenta Frank Lloyd Wright.
Nel 1956 si trasferisce in Arizona con la famiglia, dove fonda prima la Cosanti Foundation e nel 1970 Arcosanti, un prototipo di città per 5.000 persone, basata sui concetti dell'arcologia (architettura e ecologia). Si ispira principalmente alla frugalità di risorse e di energia per vivere sfruttando il meno possibile l'ambiente e impostare un cammino etico per il futuro dell'uomo.
Soleri ha diviso il suo tempo tra Cosanti (vicino a Scottsdale) e Arcosanti. Ha scritto sei libri e numerosi articoli e monografie. Ha vinto numerosi premi di architettura: nel 2000 ha ricevuto il leone d'oro alla Mostra internazionale di architettura di Venezia per la sua vita dedicata all'architettura e nel novembre 2006 il Cooper Hewitt Award presso lo Smithsonian Institution di New York, premiato da Milton Glaser, per aver contribuito profondamente e per un lungo periodo allo stile di progettazione contemporanea.

## Biografia
Si è laureato in architettura al Politecnico di Torino nel 1946 e si è trasferito subito dopo negli Stati Uniti dove ha lavorato per due anni nello studio di Wright a Taliesin West, ma a causa della sostanziale divergenza rispetto alle concezioni urbanistiche è costretto a lasciarlo. In questo periodo progetta "The Beast", un ponte, il cui plastico è in seguito esposto al Museum of Modern Art.
Tornato in Italia nel 1950, vi ha progettato una delle sue poche concrete realizzazioni, la fabbrica di ceramiche "Solimene" a Vietri sul Mare, in cui oltre agli influssi della tematica wrightiana si possono leggere componenti formali derivate da Gaudí. Ha acquisito la tecnica della ceramica con le sue valenze artigianali.
Ritornato negli Stati Uniti nel 1955, si è stabilito in Arizona, a Paradise Valley, dove ha realizzato opere di stampo organico (tra cui il suo studio e fabbrica di ceramica) e ha progettato fantastici modelli urbani.
Nel 1961 ha fondato Cosanti, sorta di scuola cantiere dove assieme agli studenti dell'Università dell'Arizona ha tentato una sperimentale vita comunitaria in cui la costruzione con le proprie mani di un ambiente a misura ecologica viene autofinanziata producendo oggetti artigianali in ceramica.
Ha sviluppato le proprie concezioni urbanistiche in numerose elaborazioni progettuali. Nel 1970 ha fondato Arcosanti, un prototipo di città per 5.000 persone, basata sui concetti dell'arcologia (architettura e ecologia), dove ha vissuto fino alla morte, avvenuta a Cosanti nel 2013 all'età di 93 anni.

## Pensiero urbanistico

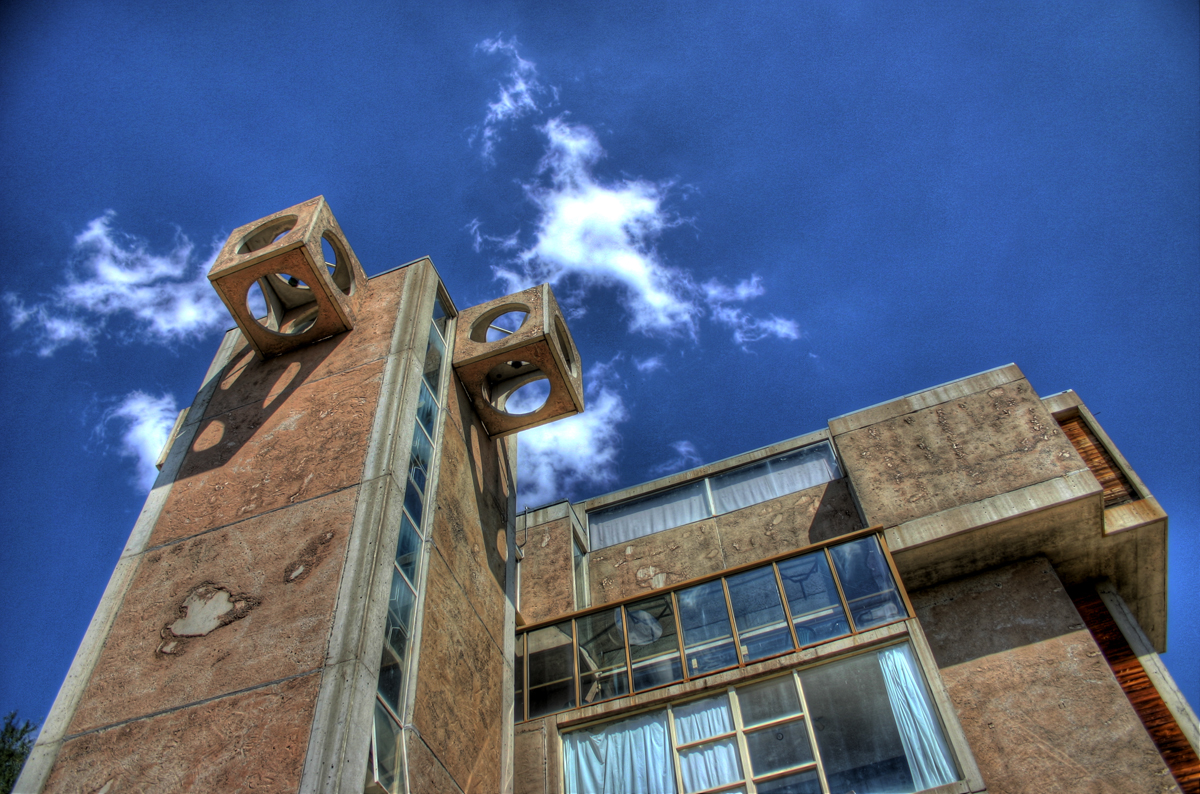
Torre di Arcosanti

Nel filone delle più recenti proposte utopiche per la città del futuro, Soleri ha espresso un proprio personale contributo basato sulla convergenza di componenti sociali, filosofiche, ecologiche, tradotte in quella che egli stesso definisce "arcologia" (da "architettura" e "ecologia").
L'ideologia urbanistica di Soleri, affidata all'insegnamento, ai numerosissimi grafici e a pubblicazioni, si fonda sulla riflessione secondo cui quanto più un sistema è complesso, tanto più è miniaturizzato, ovvero che la miniaturizzazione permette l'esistenza di sistemi estremamente complessi, come il corpo umano, in cui milioni di cellule collaborano: da qui la proposta dell'implosione, cioè dell'accorpamento di tutte le varie dimensioni disgregate ed esplose nell'attuale condizione urbana. Per inverare tale contrazione urbanistica è necessario che lo spazio della città venga ripensato e passi dall'essere a due dimensioni (la tipica megalopoli che si espande di periferia in periferia occupando superfici vastissime) a tre dimensioni (uno spazio che sia articolato in altezza).
Sviluppando un modello urbanistico tridimensionale si otterrebbe un ulteriore vantaggio: decimando le distanze orizzontali le automobili (che Soleri ha sempre definito come un errore della modernità) non sarebbero più necessarie, o comunque il loro uso diminuirebbe drasticamente.
I suoi progetti urbanistici sono stati:
- Mesa City (1959), con planimetria biomorfa, alte torri residenziali per 2 milioni di abitanti e 30 villaggi rurali, che fonde l'idea del "grattacielo alto un miglio" e la composizione territoriale di Broadacre City di Wright;
- Novanoah, Asteromo, Arcollective, agglomerati in cui l'altissima concentrazione urbana delle megastrutture viene bilanciata dalle vaste aree territoriali destinate all'agricoltura e al godimento della natura, dalla riduzione al minimo degli sprechi di tempo, di spazio, di trasporti e di inquinamento, il tutto a vantaggio di un più organico, umano ed ecologico sfruttamento dell'ambiente.

Le sue proposte si inquadrano in una generale ricerca urbanistica sulla "grande dimensione", ma accentuano inoltre l'aspetto formale e ambiscono a proporre nuovi modelli di vita, collegandosi ai temi delle utopie del passato. Soleri crede in una nuova unità della conoscenza contro la frammentazione a specializzazione imperanti. Considera inoltre la città, in quanto ecosistema organico creato dall'uomo in equilibrio con la natura, la più alta espressione spirituale, che manifesta e rende attive forze positive ed è "macchina di spiritualizzazione".
Acquisisce un assunto fondamentale di Wright che postula la coincidenza tra architettura ed urbanistica, ma va oltre, riportando entrambe all'ecologia:
Soleri insiste inoltre sulla natura anti-materialistica dell'architettura in quanto ecologia.
Nel 1970 la fondazione di Arcosanti rappresenta la concretizzazione fisica di un laboratorio urbano per una nuova città contro l'etica edonistica, nella quale la felicità è il consumo, che umilia e degrada la persona. La città si propone di essere un modello operativo che potrebbe influire sulla trasformazione degli attuali caratteri ambientali, sociali, culturali.
Nel 1985 elabora lo "spazio per la pace" anti-tecnocratico, sulla base del concetto dei "due soli", quello cosmico e quello dell'effetto urbano, che si genererebbe dalle relazioni sinergiche tra gli uomini. Elabora infine l'idea di habitat modulari costruiti da componenti strutturali di base assemblabili per formare insediamenti su asteroidi o liberamente fluttuanti, come stimolo per l'avanzamento tecnologico e scientifico con effetti nella cultura e nell'estetica. Considera infatti lo spazio come luogo alternativo dell'ecosistema terrestre ormai a rischio.

## Opere e progetti

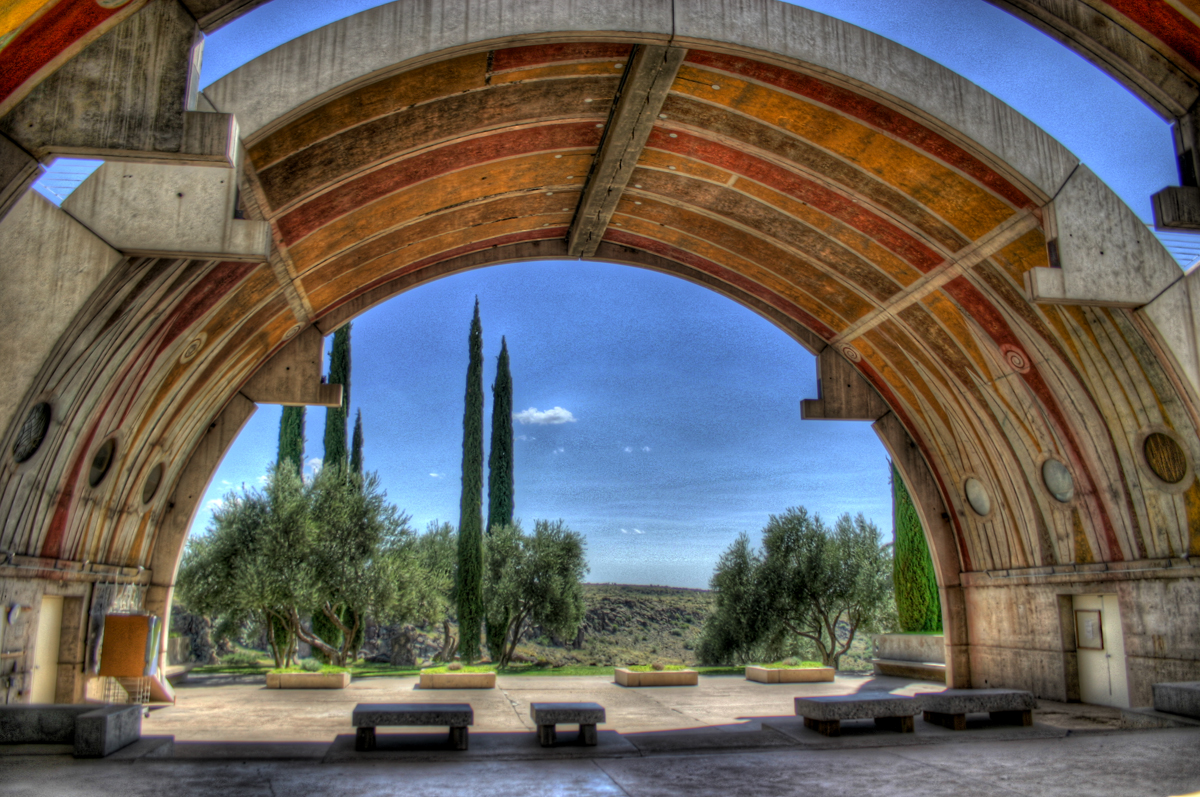
Arcosanti, scorcio

### Progetti d'architettura
Opere realizzate:
- Dome House, Cave Creek, Arizona (1949);
- Ceramica Artistica Solimene, Vietri sul Mare, Italia (1953);
- Santa Fe Amphitheater, Santa Fe, Nuovo Messico (1966);
- Glendale Community College Amphitheater, Arizona (1996).

Progetti proposti:
- Scottsdale Bridge: progetto di un ponte sul canale di Scottsdale in Arizona;
- Tsumari Project: negli ultimi anni Soleri ha visitato questa regione (a un'ora e mezzo di treno da Tokyo) partecipando a conferenze e manifestazioni artistiche e fornendo la sua consulenza alle autorità municipali nel loro progetto di sviluppo della comunità. Il progetto comprende molti lavori.

### Progetti teorici
Progetti del passato:
- Aeroporto urbano di Jersey. Studio e modello 3-D (1967);
- Iper-Costruzione (Hyper-building) su commissione di un consorzio giapponese (1996).

Progetti attuali:
- Francis Ford Coppola’s ‘Megalopolis’: il regista ha lavorato su un copione che tratta di un architetto visionario che vuole ricostruire New York City, uscito nel 2024 dopo decenni di produzione. Soleri è stato un consulente del film;
- New World Trade Center, iniziative della Max Protetch Gallery.

## Pubblicazioni

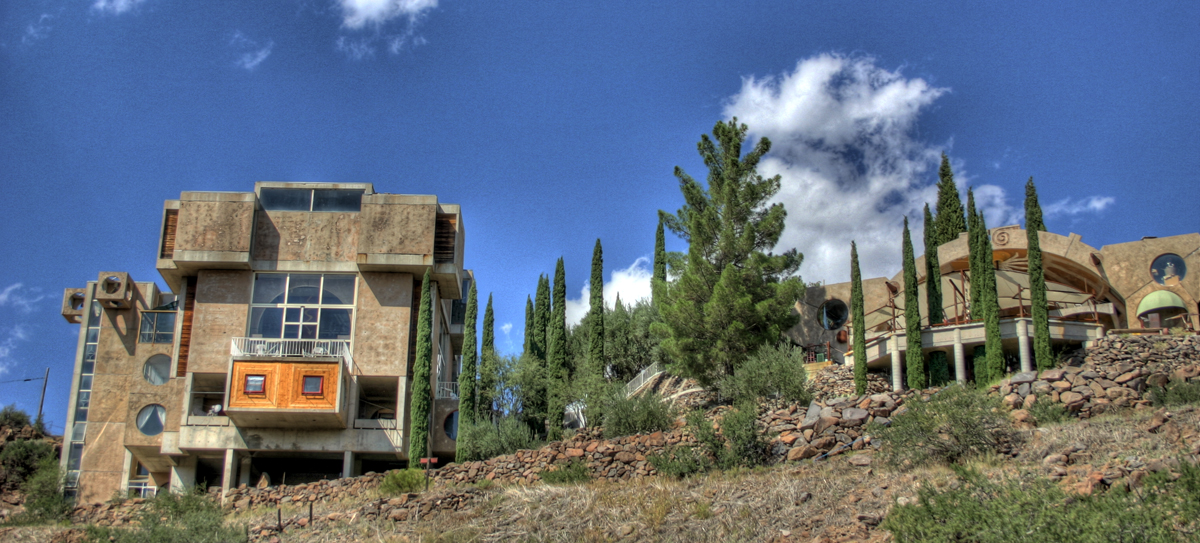
Scorcio di Arcosanti

- Itinerario di architettura. Antologia dagli scritti, Jaca Book, Milano 2003. ISBN 88-16-40630-5
- What If?: Quaderni - Vol. 1, Mayer, AZ.: The Cosanti Press, 2002
- What If Collected Writings 1986-2000. Berkeley, CA: Berkeley Hills Books, 2002. ISBN 1-893163-44-X
- The Urban Ideal: Conversations with Paolo Soleri. Berkeley, CA: Berkeley Hills Books, 2001. ISBN 1-893163-28-8
- Arcosanti: An Urban Laboratory? (Third Edition). Mayer, AZ.: The Cosanti Press, 1993. ISBN 0-932238-44-0
- Technology and Cosmogenesis. New York: Paragon, 1986. ISBN 0-913757-62-4
- Paolo Soleri's Earth Casting: For Sculpture, Models and Construction. [co-authored by Scott M. Davis] Salt Lake City: Peregrine-Smith, 1984. ISBN 0-87905-150-7
- Space for Peace. [monograph] Paradise Valley, AZ.: Cosanti Foundation, 1984
- Fragments--A Selection from the Sketchbooks of Paolo Soleri; The Tiger Paradigm-Paradox. San Francisco: Harper and Row, 1981. ISBN 0-06-250810-5
- The Omega Seed: An Eschatological Hypothesis. New York: Anchor/Doubleday, 1981. ISBN 0-385-17716-X
- The Bridge Between Matter and Spirit is Matter Becoming Spirit. New York: Anchor/Doubleday, 1973, ISBN 0-385-02361-8
- The Sketchbooks of Paolo Soleri. Cambridge, MA.: MIT Press, 1971. ISBN 0-262-19099-0
- Arcology: The City in the Image of Man. Cambridge, MA.: MIT Press, 1969. ISBN 0-262-69041-1
- "Archetipi Cosanti--Paolo Soleri Architetto" (Booklet in Italian), 1956.